# 車輛火災

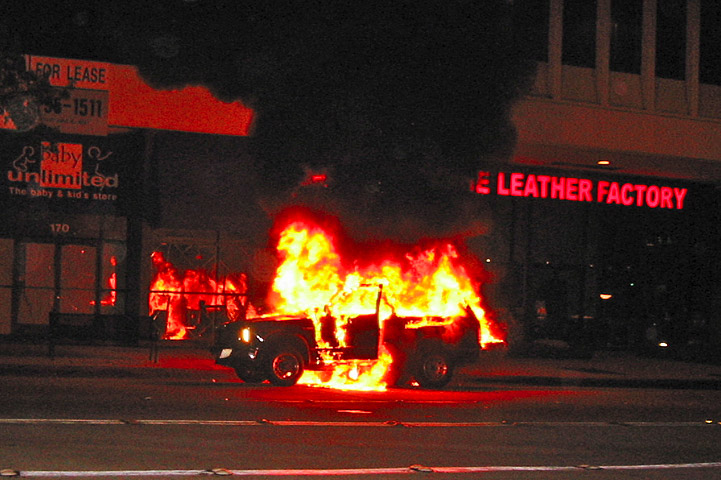
一輛SUV在加利福尼亞州帕薩迪納著火

車輛火災，又稱為火燒車，是火災的一種類型，指涉及機動車輛發生非預期的燃燒。由于車輛存有燃料，如汽油，發生車輛火災時，火將會極速成長。許多車輛火災是由碰撞產生，是以B類火災為主。:24在城市中，機車縱火是較為常見的車輛火災，停放在騎樓的速克達起火燃燒，火焰捲向建築物外牆的高度可達7公尺，燃燒的煙往往經由窗口或樓梯口侵入建築物，進一步引發建築物火災。

## 成因

### 非主要原因
機動車輛包含許多類型的易燃材料，包括汽油和油等易燃液體以及軟管等固體可燃物。燃油管路破裂的燃油洩漏也可能迅速點燃，尤其是在發動機艙內可能產生火花的汽油燃料汽車中。例如，丁腈橡膠燃料管線的臭氧破裂造成了造成人員傷亡的火災。
車輛包含多種潛在的點火源，包括可能短路的電氣設備、熱排氣系統和現代汽車設備，如安全氣囊雷管。
在意外的汽車火災中，通常情況下，大部分火災（至少最初是）包含在車輛的發動機艙中。在大多數車輛中，乘客艙通過防火牆保護免受發動機艙火災的影響。然而，在縱火的情況下，火災並不總是從內部開始或在那裡蔓延。在一些國家，例如比利時、保加利亞和波蘭，必須攜帶車載滅火器。
從2003年到2007年，美國每年發生28萬起汽車火災，造成480人死亡。

### 纵火事件
在英國，意外的汽車火災正在減少，但故意的汽車火災（縱火）正在增加。 在英國，故意汽車火災的數量與意外汽車火災的數量大致相同。 兜風者放火燒被盜汽車是很常見的：廢棄的汽車通常被破壞者放火。 每年在英國註冊的每千輛汽車中約有兩輛著火。
在法國，在新年前夜慶祝活動期間，年輕人經常發生汽車縱火事件。 這始於1990年代在斯特拉斯堡較貧窮的地區，但後來蔓延到全國。
在瑞典，近年來出現了一種模式，即在學校暑假即將結束之際，年輕人在夏季放火燒汽車。

## 歷史
雖然一些故意汽車火災是孤立的事件，是秘密實施的，但這種做法是由暴亂者和狂歡者公開實施的，幾乎沒有報復。 一些悲慘的車輛火災得到了廣泛的宣傳，一些顯然是由於事故或機械或電氣問題，還有一些是由於犯罪。

## 另見
- 健康幼稚園火燒車事件
- 2016年桃園火燒車事件
- 大囍市社區火災
- 充電式電動車輛火災（英语：Plug-in electric vehicle fire incidents）